# Liste der Monuments historiques in Laubressel
Die Liste der Monuments historiques in Laubressel führt die Monuments historiques in der französischen Gemeinde Laubressel auf.

## Liste der Immobilien
| Bezeichnung                       | Beschreibung                                        | Standort           | Kennzeichnung | Schutzstatus | Datum | Bild           |
| --------------------------------- | --------------------------------------------------- | ------------------ | ------------- | ------------ | ----- | -------------- |
| Friedhofskreuz                    | bezeichnet 1644; wohl zerstört                      | Rue du Haut (Lage) | PA00078130    | Classé       | 1942  | weitere Bilder |
| Kirche Notre-Dame-de-l’Assomption | aus dem 16. Jahrhundert; Westportal bezeichnet 1560 | Rue du Haut (Lage) | PA10000022    | Inscrit      | 2006  | weitere Bilder |

## Liste der Objekte
| Bezeichnung                               | Beschreibung                                                                                | Standort                                        | Kennzeichnung | Schutzstatus | Datum | Bild           |
| ----------------------------------------- | ------------------------------------------------------------------------------------------- | ----------------------------------------------- | ------------- | ------------ | ----- | -------------- |
| Skulptur Heilige Margaretha               | Kalkstein, ehemals farbig gefasst, 16. Jahrhundert                                          | in der Kirche Notre-Dame-de-l’Assomption (Lage) | PM10000987    | Classé       | 1908  |                |
| Skulptur Madonna                          | Kalkstein, einfarbig gefasst, 16. Jahrhundert                                               | in der Kirche Notre-Dame-de-l’Assomption (Lage) | PM10000985    | Classé       | 1908  |                |
| Kreuzigungsretabel                        | Kalkstein, ehemals farbig gefasst, zweite Hälfte des 16. Jahrhunderts; zugehörig PM10000992 | in der Kirche Notre-Dame-de-l’Assomption (Lage) | PM10000988    | Classé       | 1908  |                |
| Skulptur Paulus                           | Kalkstein, ehemals farbig gefasst,16. Jahrhundert                                           | in der Kirche Notre-Dame-de-l’Assomption (Lage) | PM10000992    | Classé       | 1977  |                |
| Grabstein für Nicole Fleury               | Kalkstein, bezeichnet 1545                                                                  | in der Kirche Notre-Dame-de-l’Assomption (Lage) | PM10000989    | Classé       | 1913  |                |
| Zwei Türflügel                            | Eichenholz, bemalt, bezeichnet 1560                                                         | in der Kirche Notre-Dame-de-l’Assomption (Lage) | PM10000990    | Classé       | 1913  |                |
| Kirchenfenster                            | aus dem 16. Jahrhundert                                                                     | in der Kirche Notre-Dame-de-l’Assomption (Lage) | PM10000991    | Classé       | 1913  |                |
| Skulptur Madonna mit Kind                 | Kalkstein, einfarbig gefasst, 15. Jahrhundert                                               | in der Kirche Notre-Dame-de-l’Assomption (Lage) | PM10000984    | Classé       | 1894  |                |
| Reiterskulptur Heiliger Georg mit Drachen | Eichen- und Nussbaumholz, Ende des 15. Jahrhunderts                                         | in der Kirche Notre-Dame-de-l’Assomption (Lage) | PM10000986    | Classé       | 1908  | weitere Bilder |